# Ivan Maksimovič Poddubnyj
Ivan Maksimovič Poddubnyj (in russo Ива́н Максимович Подду́бный, in ucraino Іва́н Максимович Підду́бний) (Krasenivka, 8 ottobre 1871 – Ejsk, 8 agosto 1949) è stato un wrestler ucraino.

## Biografia
Poddubnyj nacque nel 1871 da una famiglia di cosacchi zaporoziani nel villaggio di Krasenivka, nella contea di Zolotonosha (Uezd) del governatorato di Poltava dell’Impero russo (l'attuale distretto di Zolotonoša dell'Oblast' di Čerkasy, Ucraina). Avendo una famiglia numerosa, il padre di Poddubnyj aveva difficoltà a crescere i figli. Ivan fu quindi costretto a lasciare la casa paterna quando era solo ventenne.
Da giovane, Poddubnyj lavorò per sette anni nei porti di Sebastopoli e di Feodosia, guadagnandosi lì il soprannome "Ivan il Grande" A Feodosia inoltre Ivan iniziò ad esercitarsi con le kettlebells e partecipò ad alcuni combattimenti di wrestling. Tra il 1897 e il 1898, iniziò a viaggiare con tournée di circensi e si esibì prima a Sebastopoli e poi a Kiev.
Nel 1903 Poddubnyj entrò a far parte del Club atletico di San Pietroburgo con il quale partecipò ai Campionati del mondo a Mosca e a Parigi. Nel 1905 divenne campione iridato di lotta a Parigi.
Successivamente fece tournée in Italia, in Algeria, in Belgio, a Berlino, vincendo anche un campionato a Nizza. Nel 1906 Poddubny vinse altre due Coppe del Mondo una a Parigi e una a Milano.
Nel 1907 Georg Hackenschmidt individuò quattro forti lottatori: Constant Le Marin, Stanislaus Zbyszko, Ivan Poddubnyj e Joe Rogers. Tutti e quattro sfidarono Hackenschmidt e lui accettò di competere, ma solo con il più forte di loro, il quale sarebbe stato determinato da un torneo. In Inghilterra, Hackenschmidt assistette ad una partita tra Zbyszko e Poddubnyj, che Zbyszko vinse per squalifica di Poddubny.
Prima di tornare a casa a Krasenivka nel 1910, vinse altre coppe del mondo a Vienna, a Parigi e a Francoforte.
Ivan vinse varie volte anche la "Coppa del Mondo" di lotta greco-romana tra i più autorevoli atleti del tempo sempre a Parigi tra il 1905 e il 1908. Tra il 1925 e il 1927 si esibì in Germania e negli Stati Uniti.
Secondo quanto suggeritogli dal museo di Krasenivka, non sprecò i soldi guadagnati combattendo e quando fece ritorno a casa acquistò 200 ettari di terreno, due case nel vicino villaggio di Bohoduchivka, un piccolo negozio, due mulini, uno dei quali si trovava a Oržycja (oggi una città dell'Oblast' di Poltava). In quel periodo si sposò per la prima volta. Nel 1913, Poddubnyj prese parte ad un'altra Coppa del Mondo a Mosca dove arrivò secondo. Dopo questo la sua moglie lo lasciò per sposarsi con un altro portandosi via le medaglie d'oro.
Mentre faceva una tournée a Rostov, Ivan incontrò la sua futura seconda moglie che avrebbe poi sposato nel 1923. Negli anni '20 andò in tournée negli Stati Uniti rimanendo imbattuto mentre visitava New York, Los Angeles, Filadelfia, Chicago e San Francisco.
Il 2 febbraio 1926 a New York City, Poddubnyj perse contro il campione mondiale di wrestling dei pesi massimi Joe Stecher. Questa è considerata la prima sconfitta per Poddubny in 25 anni. Il 16 giugno Stecher sconfisse nuovamente Poddubny all'Olympic Auditorium di Los Angeles.
Durante la sua tournée negli Stati Uniti è stato costretto a combattere il freestyle come i suoi avversari. All'età di 56 anni Ivan vinse un concorso di bellezza per uomini negli Stati Uniti. Non potendo ritirare dalla banca il mezzo milione di dollari guadagnato, poiché era richiesto di essere cittadino americano, ritornò a casa.
In seguito Ivan continuò ad esibirsi nelle arene russe ritirandosi definitivamente all'età di 70 anni La sua ultima esibizione la fece al circo cittadino di Tula nel 1941. Dopo il suo ritiro, lui e la moglie si stabilirono a Kuban comprando una casa a due piani con giardino a Ejsk.
Nel novembre del 1939 gli fu conferito il titolo di Artista d'onore della RSFSR e nel 1945 quello di Maestro d'onore dello Sport.
Durante l'occupazione nazista, rifiutò di lasciare l'Unione Sovietica per allenare lottatori tedeschi.
Combatté l'ultima volta all'età di 70 anni. Dopo la fine della sua carriera, si ritirò sulle coste del Mar d'Azov, dove visse fino alla sua morte a 77 anni. Poddubny mantenette una rivalità professionale per tutta la vita con il lottatore Stanislaus Zbyszko. Morì imbattuto l'8 agosto 1949, nella città di Yejsk, nella regione di Kuban, nel sud della Russia, per un attacco di cuore. Ivan fu sepolto a Yeysk in un parco fuori città.  Nel luogo della sepoltura fu installato un obelisco che diceva "Qui giace il Bogatyr russo". 

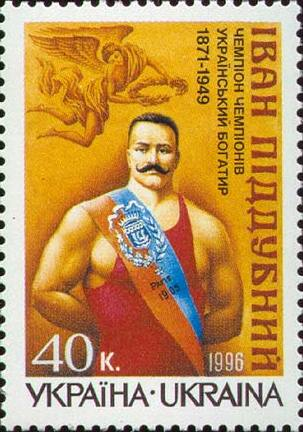
Francobollo ucraino con Poddubny

## Campionati, risultati e premi
- Sei volte campione consecutivo di lotta greco-romana nel 1905-1909, il primo a riuscirci.[12]
- Legione d'Onore (1911)[13]
- Ordine della Bandiera Rossa del Lavoro (1939)
- Artista d'Onore della RSFSR (1939)
- Maestro d'Onore dello Sport dell'URSS (1945)

## Eredità
Nel suo villaggio natale c'è un monumento dedicatogli. Esiste anche l'Associazione Ivan Piddubny guidato da Petro Dusheiko (ex governatore di Chornobai Raion). L'associazione sponsorizza il festival annuale del bogatyr che si tiene dal 1998. Al festival, che riunisce fino a 10.000 persone, una volta fu visitato dal nipote e dal pronipote di Ivan Poddubny, arrivato dal Kazakistan.